# Аварія Ан-12 під Броварами
Катастрофа Ан-12Б 12 грудня 1990 року — авіаційна катастрофа вантажного літака рейсу «Батумі — Київ», який здійснював доставку 12 тонн мандаринів. У народі подія отримала назву «Мандариновий рейс».

## Літак та рейс
Ан-12Б — модернізована версія тактичного військово-транспортного літака Ан-12. Відрізняється посиленим центропланом, збільшеним до 19 500 л запасом палива, складом устаткування. Випускався з 1963 року на Воронезькому і Ташкентському авіаційному заводі.
Саме цей літак Ан-12Б з реєстраційним номером CCCP-29110 (заводський — 402502, серійний — 25-02) був випущений Воронезьким авіаційним заводом 28 грудня 1964 року і проданий Міністерству авіаційної промисловості СРСР, яке, своєю чергою, у січні 1966 року передало літак Київському авіаційному заводу. Загальне напрацювання борту 29110 становило 4461 льотну годину і 2703 циклу «зліт — посадка».
Борт «СССР-29110» виконував комерційний рейс із грузинського міста Батумі до Києва з доставки до новорічних свят вантажу — 12 тонн мандаринів. Усього на борту перебувало 5 членів екіпажу та 12 пасажирів, що супроводжували вантаж. Маса літака при злеті складала 56 тонн.

## Перебіг подій
Політ проходив на висоті майже 8000 метрів, але вже над Черкасами диспетчери повідомили членів екіпажу, що в районі приземлення аеропорту Гостомель — погіршення погодних умов: температура повітря 0 °C, суцільна хмарність та в хмарах слабке обледеніння. Екіпаж отримав дозвіл знижуватися і займати ешелон 3000 метрів.
О 15:24 на висоті 4150 метрів другий пілот став включати протиобмерзну систему (ПОС) крила. Для цього на правому щиті він відкрив прозору запобіжну кришку і побачив, що всі тумблери перебувають у положенні «включено», однак при цьому не світяться зелені лампочки індикації відкритого положення ПОС. Але борт 29110 був досить старим літаком, майже 26-річним, тому в кабіні на правому щиті поруч із тумблерами ПОС знаходилися також стоп-крани (слугують для припинення подачі палива у двигуни), також прикриті прозорою кришкою; саме стоп-крани і були помилково прийняті другим пілотом за тумблери ПОС, який продовжуючи підозрювати несправність системи, вимкнув усі тумблери і потім збирався їх знову включити, коли раптом його увагу, як і всіх інших в кабіні, привернув підозрілий шум роботи двигунів.

15:24:47
Штурман: Что такое?
Командир повітряного судна: Так, Валера, у нас двигатели, слышишь?
2-й пілот: Что такое, двигатели?

Член екіпажу: Стали… двигатели… краны..
15:25:05
Бортінженер: Стоп-краны же выключили
Командир повітряного судна: Так, Валера, спокойно
Бортінженер: Спокойно, собрались

Командир повітряного судна: Так, будем запускать

У результаті увімкнення стоп-кранів вимкнулись двигуни. Швидкість літака зменшилась з 450 до 370 км/год, при чому збільшилася вертикальна швидкість до 15 м/с.
Усі спроби запустити двигуни виявилися безрезультатними. Було вирішено робити аварійну посадку не в аеропорту Гостомеля, а в місті Бориспіль. За рахунок збільшення вертикальної швидкості почала зростати й швидкість польоту. Літак швидко втрачав висоту. Замість дозволених для посадки 3000 м, літак летів на висоті 2400 м. Стало зрозуміло, що через погіршення погодних умов і погану видимість літак не долетить до місця запланованої посадки в Борисполі.
Уже на висоті 1800 м бортінженер виявив помилково включені другим пілотом стоп-крани, які є причиною зупинення всіх двигунів. Тоді починається чергова спроба запустити двигун № 1, але до цього часу заряду батарей уже недостатньо для запуску.
На висоті 120 метрів Ан-12 вийшов із хмар, після чого пілоти побачили під кутом 20° до курсу лісопосадку, тому, виконавши лівий поворот, попрямували вздовж неї. Потім було помічено поле, наскільки дозволяла видимість. Не маючи можливості розглянути місцевість далі, командир на швидкості 350 км/год вирішив сідати на це поле тут і зараз, після чого спрямував машину до землі.
Літак вдарився об землю та по інерції почав «пливти» полем. За 150 метрів від місця зіткнення із землею правий двигун зачепився за пригорок і разом із частиною лівої площини відділилися. Потім на швидкості 140 км/год літак промчав під лінією електропередач і над глибоким кюветом важка машина середньою частиною планера вдарилася в насип автодороги Бориспіль — Бровари. Від цього корпус літака розділився на дві частини. Носова частина літака перелетіла дорогу і зупинилася тільки за 740 метрів від місця зіткнення із землею.
На щастя, пожежі не було, а з людей, які перебували на борту, зазнали поранень два члени екіпажу та всі 12 пасажирів. Ніхто не загинув, але дістали фізичні пошкодження різних ступенів важкості (переломи, забиття). Найбільше постраждав бортінженер, крісло якого від удару надломилося вниз.
Виникнення аварійної ситуації почалося о 15 год 25 хв, закінчилося о 15 год 31 хв. Евакуювалися швидко. Вантаж мандаринів розкидало по всьому полі. Це було поле біля села Княжичі Броварського району, яке потім місцеві жителі почали називати «мандаринове поле». Як повідомляли мешканці села Княжичів, які стали свідками цієї авіакатастрофи, саме на цей Новий рік вони вперше в житті скуштували мандарини.

## Слідство
Аналіз матеріалів засобів об'єктивного контролю, результати виконаного аеродинамічного розрахунку, проведеного льотного експерименту на літаку Ан-12 (зав. номер 22-10) і бесід з екіпажем, підтверджує, що в проміжку від 76 до 78 секунд (МСРП-12) відбулося примусове припинення подачі палива, через закриття стоп-кранів всіх чотирьох двигунів, і гвинти перейшли в режим авторотації з виникненням на них негативної тяги понад 1200 кг.
Аналіз дії 2-го пілота з обладнанням у кабіні літака показує, що він слабо знав експлуатовану авіаційну техніку, у результаті чого у складній обстановці, яку сам же і створив, проявив розгубленість, не проаналізував свої дії, не визначив своєчасно причини виключення і не запуску двигунів.
Через недостатній тренованості по діях в особливих випадках польоту, незлітаний екіпаж при виникненні складної обстановки діяв неузгоджено, не зміг своєчасно розібратися в причинах виключення і незапуску двигунів і запобігти льотній пригоді.